# A fehér csóka
A fehér csóka (Malibu's Most Wanted) egy 2003-as amerikai filmvígjáték. Jamie Kennedy, Taye Diggs, Anthony Anderson és Regina Hall főszereplésével. A film alkotói a MADtv-nél dolgozó, Fax Bahr, Ethan Taylor és Adam Small. B-Rad karaktere eredetileg Jamie Kennedy rejtett kamerás show-jában, a The Jamie Kennedy Experiment szerepelt.

## Történet
A film központjában Bill Gluckman és családjának élete áll, aki egy gazdag fehér zsidó szenátor a Malibuban, Kaliforniában, aki a kaliforniai kormányzóságért indul. Fia Brad úgy öltözik, viselkedik és beszél, mintha egy belvárosi rapper lenne B-Rad; annak ellenére, hogy gazdag és védett élete van. Gluckman attól tart, hogy fia szokatlan viselkedése tönkre fogja tenni a politikai kampányát. A kampány csapat tagjai felbérelnek két színészt, hogy rabolják el B-Rad-et és mutassák meg neki, az igazi gengszterek életét. A két színész elviszi őt South Central-ba Los Angeles-be, ahol azt remélik, hogy B-Rad "kifehéredik".

## Szereplők
| Szerep                  | Színész             | Magyar hang    |
| ----------------------- | ------------------- | -------------- |
| Brad "B-Rad G" Gluckman | Jamie Kennedy       | Csőre Gábor    |
| Sean                    | Taye Diggs          | Csankó Zoltán  |
| PJ                      | Anthony Anderson    | Kerekes József |
| Shondra                 | Regina Hall         | Pikali Gerda   |
| Tom Gibbons             | Blair Underwood     | Gergely Róbert |
| Tec                     | Damien Dante Wayans | Fekete Ernő    |
| Bill Gluckman           | Ryan O’Neal         | Jakab Csaba    |
| Bess Gluckman           | Bo Derek            | Tallós Rita    |
| Dr. Feldman             | Jeffrey Tambor      | Izsóf Vilmos   |
| Hadji                   | Kal Penn            | Welker Gábor   |
| Mocha                   | Nick Swardson       | Hegedűs Miklós |
| Monster                 | Keili Lefkovitz     | Fekete Linda   |
| Jen                     | Kellie Martin       | Bálint Sugárka |
| Brett                   | Greg Grunberg       | Hajdu Steve    |
| Gary                    | J. P. Manoux        | Jantyik Csaba  |
| 8 Ball                  | Terry Crews         |                |

### További szereplők
- Snoop Dogg (a patkány hangja)
- Mike Epps (DJ a klubban)
- Felli Fel
- Hi-C
- Young Dre The Truth
- Drop da Bomb
- Hal Fishman
- Big Boy

## Díjak, jelölések
| Év   | Díj                | Kategória                   | Jelölt        | Eredmény |
| ---- | ------------------ | --------------------------- | ------------- | -------- |
| 2004 | BET Comedy Awards  | Kiemelkedő Box Office Film  |               | Jelölve  |
| 2003 | Teen Choice Awards | Choice Movie – Comedy       |               | Jelölve  |
| 2003 | Teen Choice Awards | Choice Movie Actor – Comedy | Jamie Kennedy | Jelölve  |

## Filmzene
1. Clipse – Grindin'
2. 504 Boyz – Get Back
3. Jamie Kennedy – Get Glucked
4. Run-D.M.C. – It's Tricky
5. Jeffrey A. Townes & Will Smith – Parents Just Don't Understand
6. Jackson 5 – O.P.P.
7. Akia feat. Koreem Osbourne – California
8. Hi-C, Bigg Steele, Drop Da Bomb, Young Dre és Kokane – Play That Funky Music (White Boy)
9. Mr. Cheeks feat. Mario Winans – Crush on You
10. 702 – Blah, Blah, Blah, Blah
11. The Rated R – In Here Ta Nite
12. Grandaddy Souf – I Told Ya
13. Hi-C – Hell Yeah
14. Hi-C – Hi-C Freestyle Rap
15. Fredwreck – Wrecking Ball
16. Bigg Steele – Big Steele Freestyle Rap
17. Young Dre – Bullet Proof Soul
18. Young Dre – Young Dre Freestyle Rap
19. Hi-C – C and C
20. Hi-C – Hi-C Battle Rap
21. Jamie Kennedy – B-Rad Battle Rap
22. Felli Fel – Bomba
23. Drop Da Bomb – Drop Da Bomb Freestyle Rap
24. Pastor Troy – Chug-A-Lug
25. 2 Live Crew – Me So Horny
26. Snoop Dogg – From Tha Chuuuch To Da Palace
27. Choppa feat. Master P – Choppa Style
28. Dirty feat. Mannie Fresh, Lil Burn One és Mr. Blue – That's Dirty
29. Butch Cassidy – I Want You Girl
30. David Banner feat. Marcus és B Flat – Really Don't Wanna Go
31. Snoop Dogg feat. E-White, Delano és Jamie Kennedy – Girls, Girls
32. Baby Jaymes, Jamie Kennedy és Mac C – Most Wanted in Malibu

## Fordítás
- Ez a szócikk részben vagy egészben  a   Malibu's Most Wanted című angol Wikipédia-szócikk fordításán alapul.  Az eredeti cikk szerkesztőit annak laptörténete sorolja fel. Ez a jelzés csupán a megfogalmazás eredetét és a szerzői jogokat jelzi, nem szolgál a cikkben szereplő információk forrásmegjelöléseként.

## Külső hivatkozások
- Hivatalos honlap
- A fehér csóka a PORT.hu-n (magyarul)
- A fehér csóka az Internet Movie Database oldalon (angolul)